# Tina Brooks
Harold Floyd 'Tina' Brooks (Fayetteville, 7 juni 1932 - New York, 13 augustus 1974) was een Amerikaanse jazz-tenorsaxofonist van de hardbop.

## Carrière
In 1944 verhuisde Brooks met zijn ouders naar The Bronx. Hij leerde aanvankelijk altsaxofoon en daarna tenorsaxofoon op school en bij zijn oudere broer Bubba. Zijn eerste verbintenis had hij in 1950 in de r&b-band van de pianist Sonny Thompson, Ontevreden met zijn rol als begeleidingsmuzikant (onder andere in de bigband van Lionel Hampton) nam hij theorielessen. Uiteindelijk werd hij aan de hardbop aangevoerd als protegé van de trompettist Little Benny Harris bij een verbintenis in het kleine theater Blue Morocco in de Bronx. Daar werd hij gehoord door producent Alfred Lion van Blue Note Records, die in 1957 met hem vervolgens als sideman van Jimmy Smith opnamen maakte. Hij nam daar later ook op als sideman van Kenny Burrell, Freddie Hubbard, Jackie McLean en Freddie Redd. Brooks ontmoette Hubbard door bemiddeling van Ike Quebec in Count Basie's club en Hubbard bewonderde hem zo, dat hij hem uitnodigde voor zijn debuutalbum Open Sesame. Tussen 1958 en 1961 maakte hij vier albums als orkestleider, waarvan echter alleen True Blue werd uitgebracht, een belangrijk werk van de hardbop, waarop hij niet alleen als improvisator, maar ook als componist en arrangeur zijn handelsmerk achterliet. Ofschoon ook de overige albums allen waren klaar geproduceerd en deels al waren aangekondigd in het programma, werden ze door Blue Note Records niet uitgebracht. Schijnbaar speelden hier commerciële gedachten een rol. Ter zelfder tijd stimuleerde men bij Blue Note Records de hardbop-tenorsaxofonist Hank Mobley.
McLean en Redd speelden ook op de albums van Brooks. Redd schreef bovendien de muziek voor het rond 1960 in het Living Theatre in New York gespeelde en door critici zeer positief ontvangen theaterstuk The Connection van Jack Gelber, waarbij Brooks weliswaar slechts vervanger was van McLean, maar op het daarna uitgebrachte album van Howard McGhee en Redd meespeelde. Ironisch genoeg handelde het stuk over drugsverslaafden. Brooks was zelf afhankelijk en had drugsgerelateerde gezondheidsklachten. Na 1961 nam hij niet meer op. Hij speelde nog met r&b- en latinobands en af en toe met jazzmuzikanten als Elmo Hope en Don Pullen. Zijn muziek beleefde pas tijdens de jaren 1980 een comeback, toen de achtergehouden Blue Note-albums in Japan werden uitgebracht.

## Overlijden
Tina Brooks overleed in augustus 1974 op 42-jarige leeftijd.

## Discografie
Als leider bij Blue Note Records:
- 1958: Minor Move (met Lee Morgan, Art Blakey, Sonny Clark, Doug Watkins)
- 1960: True Blue (met Hubbard, Duke Jordan, Sam Jones, Art Taylor
- 1960: Back to the Tracks (met Blue Mitchell, Kenny Drew, Paul Chambers, Art Taylor)
- 1961: The Waiting Game (met Jonny Coles, Kenny Drew, Wilbur Ware, Philly Joe Jones)

### Compilatie
- 1985: The Complete Blue Note Recordings of the Tina Brooks Quintets (1958–1961). Mosaic, 4 lp's met Lee Morgan, Sonny Clark, Doug Watkins, Art Blakey, Freddie Hubbard, Duke Jordan, Sam Jones, Art Taylor, Jackie McLean, Blue Mitchell, Kenny Drew, Paul Chambers, Johnny Coles, Wilbur Ware, Philly Joe Jones

Als sideman:
- 1957: Jimmy Smith The Sermon!
- 1958: Jimmy Smith Cool Blues
- 1960: Freddie Hubbard Open Sesame
- 1960: Jackie McLean Street Singer
- 1960: Jackie McLean Jackies Bag
- 1960: Howard McGhee, Freddie Redd Music from The Connection
- 1959: Kenny Burrell On View from the Five Spot Cafe (met Art Blakey, Bobby Timmons, Ben Tucker)
- 1958: Kenny Burrell Blue lights, Vol.1,2 (toentertijd verschenen met cover van de nog onbekende Andy Warhol)

- Bibsys: 3094550
- Biblioteca Nacional de España: XX1572547
- Bibliothèque nationale de France: cb13925576c (data)
- Gemeinsame Normdatei: 134728351
- International Standard Name Identifier: 0000 0000 5514 2883
- Library of Congress Control Number: n81013800
- MusicBrainz: aa0bb932-b375-4250-b563-1ab3c9bf72fd
- Nationale Bibliotheek van Tsjechië: xx0164196
- Nederlandse Thesaurus van Auteursnamen: 312837046
- SNAC: w64z2pd4
- Système universitaire de documentation: 161238157
- Virtual International Authority File: 44487312
- WorldCat: E39PBJfH3CRMGYvJr47WFWQcyd